# Droga de la veritat

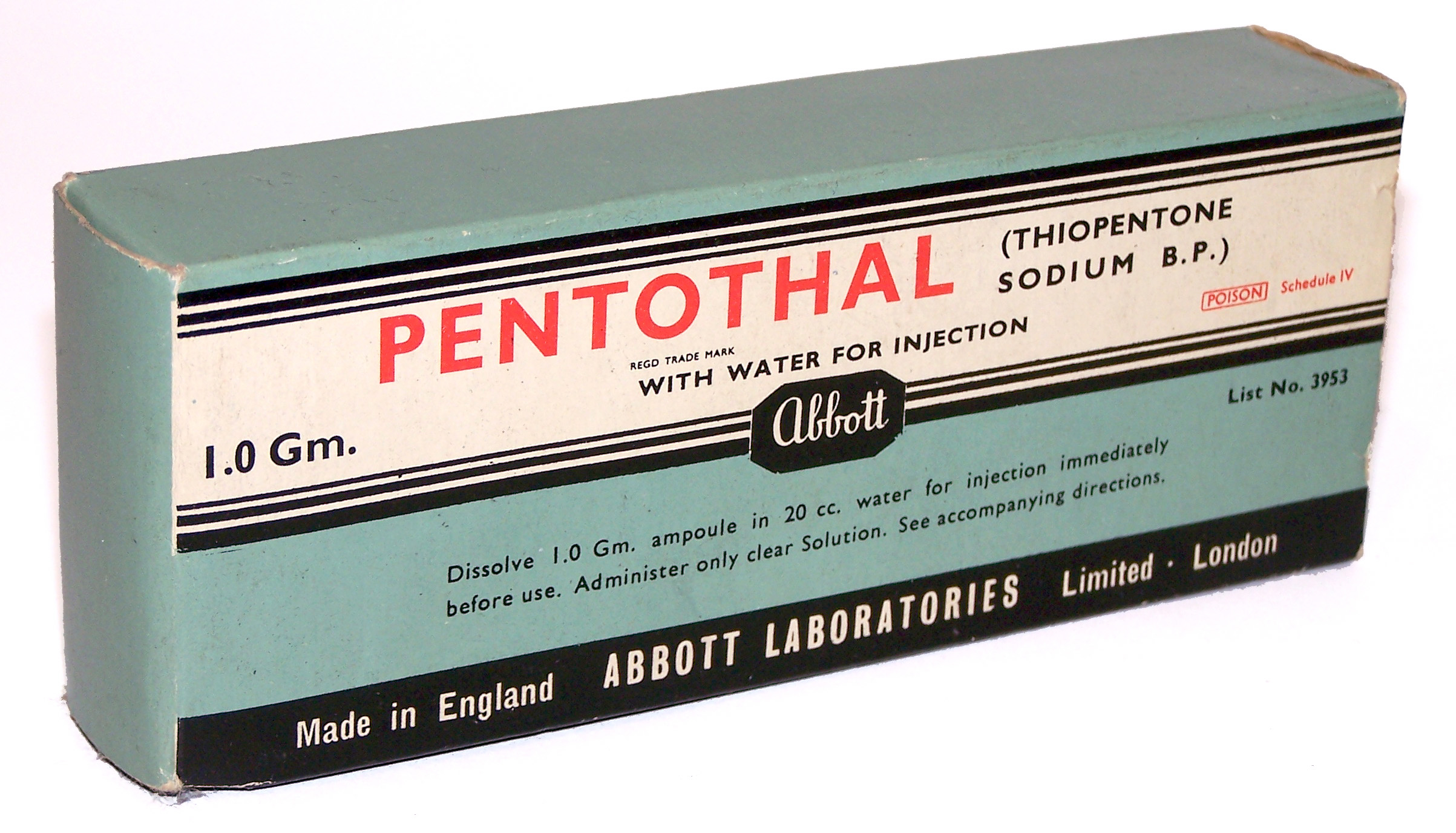
Tiopental, comercialitzat com Pentothal.

La droga de la veritat o sèrum de la veritat és un terme genèric per a una substància farmacèutica que s'utilitza per obtenir informació d'un subjecte sense el seu consentiment, normalment per la policia, els serveis especials o l'exèrcit, com a substitut dels mètodes de detecció de mentides.

## Història
Aquest sèrum, documentat des de 1930 pel doctor William Bleckwenn, encara està en ús. El tipus de substància de la qual es deriva el va descobrir per primera vegada el doctor Robert Ernest House. House va intentar un experiment cap al 1915 amb dones embarassades ; els va injectar escopolamina, notant un efecte estrany en el seu comportament Quan se'ls preguntava, responien a l'instant sense pensar-s'hi. Posteriorment, House es va centrar més particularment en pacients que patien trastorns mentals i va realitzar investigacions sobre la seva condició utilitzant diverses substàncies com la dopamina i el cloroform. El 1924, va tornar a intentar un experiment amb escopolamina i, com abans, va descobrir un estat mental diferent en els seus pacients, esdevinguts més impressionables i espontanis. Segons House, els seus pacients no podien amagar les seves emocions

## Substàncies químiques actives

Amobarbital, un dels compostos químics que es poden utilitzar com a sèrum de la veritat

Els sedants o hipnòtics que alteren la funció cognitiva superior inclouen etanol, escopolamina, benzilat de 3-quinuclidinil, benzodiazepines hipnòtiques potents d'acció curta o intermèdia com el midazolam, flunitrazepam i diversos barbitúrics d'acció curta i ultra curta, inclosa la coneguda marca de sodi (tiopèntal). nom Pentothal) i amobarbital (abans conegut com amital de sodi).

## Fiabilitat
Tot i que hi ha hagut molts estudis clínics sobre l'eficàcia de la narcoanàlisi en l'interrogatori o la detecció de mentides, hi ha una disputa sobre si algun d'ells qualifica com un estudi aleatoritzat i controlat, que compleixi els estàndards científics per determinar-ne l'eficàcia.

## Descripció
L'ús de qualsevol sèrum de la veritat és controvertit. Els científics fan servir aquest sèrum en espies, pacients psiquiàtrics, dones embarassades i sospitosos durant els interrogatoris.
Els psicotròpics utilitzats per al sèrum de la veritat han estat successivament etanol, extractes de plantes com escopolamina, cànnabis, al·lucinògens com LSD i psilocibina, i fins i tot opiacis. El més famós és el tiopental sòdic (més conegut pel seu nom comercial Pentothal), un barbitúric d'acció ràpida. Aquestes substàncies interfereixen amb el raonament i les funcions cognitives superiors. L'alcohol, un mètode popular, també ha estat utilitzat pels professionals. El relat Washington Station, d'un antic entrenador de la KGB amb seu a Washington, va revelar l'ús d'alcohol gairebé pur per verificar la fiabilitat d'un agent d'intel·ligència.
Si bé les obres de ficció donen un lloc privilegiat als mètodes d'interrogatori que utilitzen aquestes substàncies, atribuint a aquestes drogues una eficàcia gairebé màgica, la realitat és ben diferent.
La informació obtinguda per mitjà de sèrums de veritat és poc fiable, els subjectes qüestionats barregen fets reals i imaginaris. La sensibilitat individual és extremadament variable, cosa que, sumada a la dificultat de concentració i desenvolupament d'un discurs construït que indueixen aquestes substàncies, fa que la dosi sigui delicada i arriscada a l'hora d'interpretar la informació obtinguda. Gran part de l'efecte esperat es basa en la creença del subjecte que no pot estar sota la influència de la droga. A la dècada de 1990, els sèrums de la veritat encara estaven en ús al Canadà per al diagnòstic de l'esquizofrènia, particularment en casos de paranoia, per superar la dificultat d'establir-lo utilitzant només recursos de manteniment. L'interès dels serveis secrets per aquest tipus de mètodes ha disminuït considerablement, tot i que els atemptats terroristes de l'11 de setembre han provocat la seva reavaluació.

## Anècdota

### Índia
L'Oficina Central d'Investigació de l'Índia utilitza la injecció intravenosa de sèrums de la veritat en alguns interrogatoris policials. Aquesta tècnica es va utilitzar durant l'interrogatori d'Ajmal Kasab, militant pakistanès, i membre del grup islamista Lashkar-e-Toiba, autor dels atemptats de novembre de 2008 a Bombai, Índia.